# Jeri Ellsworth
Jeri Ellsworth (Georgia, 14 de agosto de 1974) es una emprendedora y diseñadora autodidacta de circuitos integrados e inventora estadounidense. Se dio a conocer en 2004, cuando creó un sistema completo Commodore 64 en un chip ubicado dentro de joystick, al cual llamó C64 Direct-to-TV. Ese «ordenador en un joystick» podía ejecutar 30 videojuegos de principios de la década de los 80, y en su pico vendió más de 70 000 unidades en un solo día. Dichas unidades fueron compradas a través del canal estadounidense QVC, especializado en  infocomerciales.
Ellsworth cofundó Technical Illusions en 2013, que posteriormente fue renombrado como CastAR, y permaneció en la compañía hasta su cierre a mediados de 2017. A finales de 2014, se trasladó de Seattle a Mountain View, California junto con el equipo de CastAR.

## Biografía

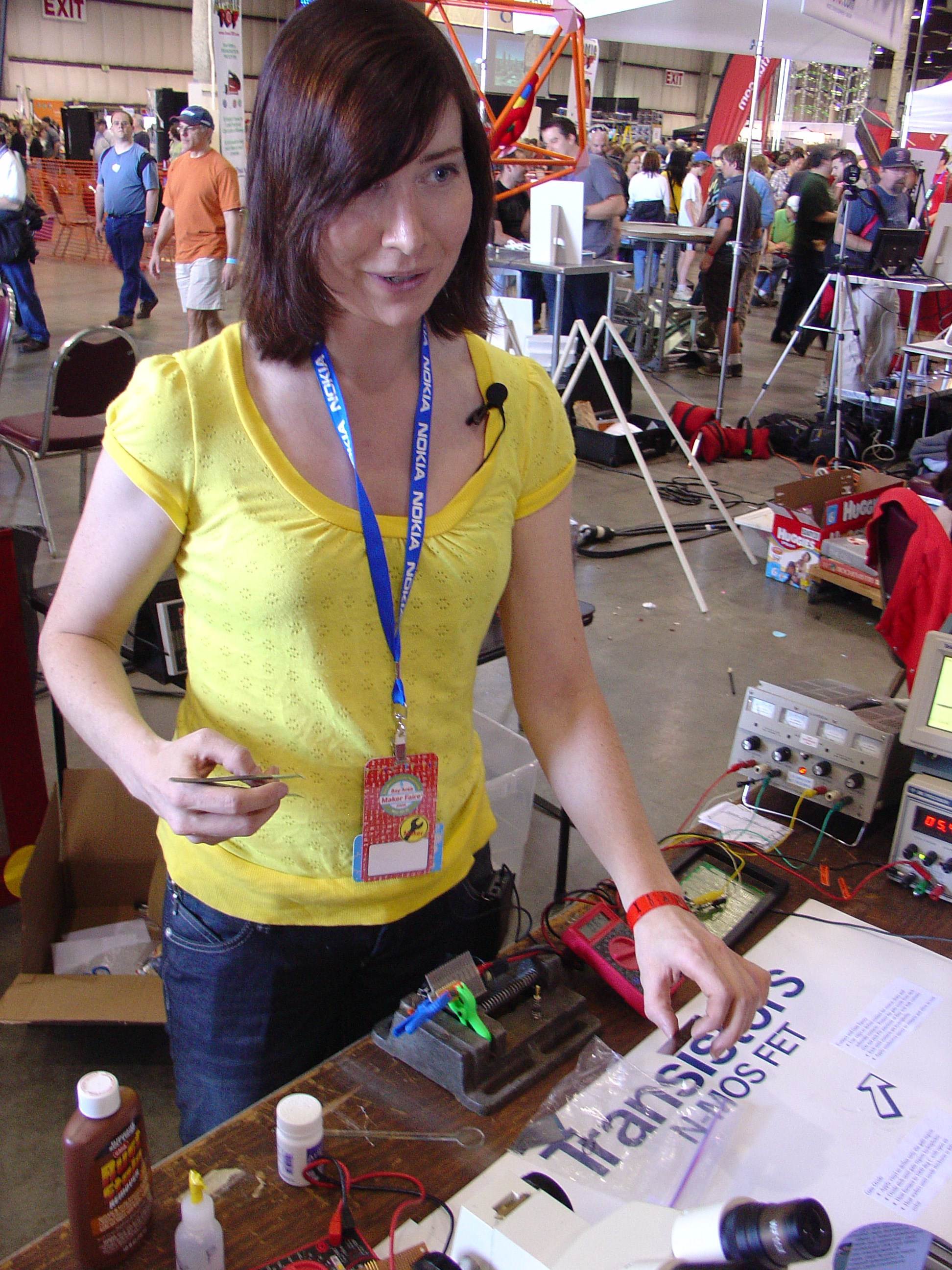
Ellsworth en la conferencia Maker Faire Bay Area, 2009.

Ellsworth nació Georgia y creció en las ciudades de  Dallas, Oregón y Yamhill, Oregón, donde fue criada por su padre, dueño de una gasolinera Mobil. De niña, persuadió a su padre para que la dejase usar una computadora Commodore 64 que, originalmente, había comprado este para su hermano. Aprendió a programar por sí misma leyendo manuales de C64. Mientras acudía a la escuela secundaria, conducía coches de carreras Dirt Track con su padre, y comenzó a diseñar nuevos modelos en su taller, para finalmente acabar vendiendo sus propios coches de carreras personalizados. Esto le permitió abandonar sus estudios para continuar con el negocio.
En 1995, cuando tenía 21 años, decidió que quería alejarse del negocio de los coches de carreras, y junto a un amigo comenzó un negocio de ensamblado y venta de computadoras basadas en el microprocesador Intel 486. Cuando ella y su socio tuvieron un desacuerdo, Ellsworth abrió un negocio separadamente. Este nuevo negocio se convirtió en una cadena de 4 tiendas, llamada «Computers Made Easy». Vendía equipamiento para ordenadores en tiendas de Oregón. Dirigió dicha cadena hasta que la vendió en el año 2000. En ese momento se mudó a  Walla Walla, Washington y acudió a la universidad de Walla Walla, donde estudió diseño de circuitos durante un año. Abandonó la carrera debido a un «desajuste cultural»; Ellsworth afirmó que cuestionar las respuestas de los profesores estaba mal visto.
En 2000, Ellsworth acudió a su primera exposición de Commodore, donde desveló un prototipo de expansión de vídeo para el C64. Este proyecto evolucionó posteriormente para convertirse en el CommodoreOne, conocido como C-One, y C64-DTV, y un vídeo en Youtube llamado «Expo Jeri 1st». Ellsworth comenzó entonces a diseñar circuitos de computadoras que imitaban el comportamiento de su primer ordenador, el Commodore 64. En 2002 diseñó el chip usado en el C-One como un Commodore 64 mejorado que podía también emular otros ordenadores personales de principios de la década de los 80, incluyendo el VIC-20 y el Sinclair ZX81. Ella y su compañero desarrollador presentaron el C-One en una conferencia de tecnología, lo que permitió a Ellsworth recibir una oferta de trabajo de Mammoth Toys, que la contrató para diseñar el «ordenador en un joystick» para el joystick emulador del Commodore. Comenzó el proyecto en junio del año 2004, y dicho proyecto estuvo listo para ser enviado en las navidades de ese mismo año. Vendió medio millón de unidades alrededor de todo el mundo.
De diciembre de 2008 a marzo de 2009 Ellsworth presentó un webcast semanal, Fatman and Circuit Girl, con George Sanger. El 30 de mayo de 2009, Ellsworth mostró su laboratorio casero de chips en la conferencia Maker Faire Bay Area. Ellsworth fue nombrada por Lifehacker «MacGyver of the Day» el 25 de febrero de 2010.
El 3 de diciembre de 2010 reveló información acerca de cómo construir un escáner «desnudo» TSA, reutilizando partes de antenas satelitales. Ellsworth ha publicado numerosos artículos tecnológicos en línea de temas tan diversos como semiconductores caseros (2009), pantallas electroluminiscentes caseras (2010), fabricación de fósforo electroluminiscente a partir de ingredientes comunes y maneras de hacer backplanes y fósforo electroluminiscentes sin usar vidrio recubierto de óxido de indio y estaño y otros productos químicos de difícil obtención.
Ellsworth fue oradora principal en la Embedded Systems Conference, el 5 de mayo de 2011. Ellsworth ha hecho significativas contribuciones al trabajo en proceso en transistores DIY en relación con la creación rápida de prototipos, así como en la fabricación de película gruesa de pantallas electroluminiscentes utilizando los productos químicos disponibles.[cita requerida] A principios de 2012, Ellsworth y varios otros notables hackers de hardware fueron contratados por Valve Corporation para trabajar en hardware orientado a los videojuegos. Junto con varios trabajadores de Valve, Ellsworth fue despedida el año siguiente.
El 18 de mayo de 2013, Ellsworth anunció que había desarrollado un sistema de desarrollo de realidad aumentada llamado CastAR, junto con su compañero y extrabajador de Valve, Rick Johnson, y contando con la bendición de Gabe Newell. Pudo ser fundado mediante Kickstarter ese mismo año. Su compañía start-up, Technical Illusions, está desarrollando CastAR.
Ellsworth reveló, más tarde, que estaba trabajando en secreto para hacer que CastAR tuviera «verdadera VR y verdadera AR», además del resto de las capacidades de AR previamente anunciadas. El Kickstarter de CastAR fue lanzado el 14 de octubre de 2013, alcanzando su objetivo de 400 000 dólares en 56 horas y acabando con 1,05 millones de dólares, un 263% del objetivo original.

## Vida personal
Ellsworth es una aficionada al pinball y posee más de 80 máquinas de pinball. En 2016 se convirtió en una operadora amateur de radio, manteniendo una licencia extra class.

## Presentaciones
- «Demo Coding with FPGAs: We Don't Need No Stinking CPUs». Notacon 5. 4 de abril de 2008. Archivado desde el original el 6 de noviembre de 2016. Consultado el 30 de diciembre de 2017.